# Calvary Morris
Calvary Morris (* 15. Januar 1798 in Charleston, Virginia; † 13. Oktober 1871 in Athens, Ohio) war ein US-amerikanischer Politiker. Zwischen 1837 und 1843 vertrat er den Bundesstaat Ohio im US-Repräsentantenhaus.

## Werdegang
Der im heutigen West Virginia geborene Calvary Morris besuchte die öffentlichen Schulen seiner Heimat. Im Jahr 1819 zog er nach Athens in Ohio. Zwischen 1823 und 1827 war er Sheriff im dortigen Athens County. Zwischen 1827 und 1829 sowie nochmals in den Jahren 1835 und 1836 saß er als Abgeordneter im Repräsentantenhaus von Ohio. Außerdem gehörte er zwischen 1829 und 1835 dem Staatssenat an. In den 1830er Jahren wurde er Mitglied der damals gegründeten Whig Party.
Bei den Kongresswahlen des Jahres 1836 wurde Morris im sechsten Wahlbezirk von Ohio in das US-Repräsentantenhaus in Washington, D.C. gewählt, wo er am 4. März 1837 die Nachfolge von Samuel Finley Vinton antrat. Nach zwei Wiederwahlen konnte er bis zum 3. März 1843 drei Legislaturperioden im Kongress absolvieren. Seit 1841 war er Vorsitzender des Committee on Invalid Pensions. Die Zeit ab 1841 war von den Spannungen zwischen Präsident John Tyler und den Whigs geprägt. Außerdem wurde damals bereits über eine mögliche Annexion der seit 1836 von Mexiko unabhängigen Republik Texas diskutiert.
Im Jahr 1842 verzichtete Morris auf eine weitere Kandidatur. Nach dem Ende seiner Zeit im US-Repräsentantenhaus arbeitete er im Wollegeschäft. Zwischen 1847 und 1854 war er in Cincinnati im Handel tätig. Danach kehrte er wieder nach Athens zurück. Später amtierte er im Athens County als Nachlassrichter. Er starb am 13. Oktober 1871 in Athens, wo er auch beigesetzt wurde.